# Yucatánvireo
De Yucatánvireo (Vireo magister) is een zangvogel uit de familie Vireonidae (vireo's).

## Verspreiding en leefgebied
Deze soort komt voor in Midden-Amerika op het schiereiland Yucatán en telt vier ondersoorten:
- V. m. magister: zuidoostelijk Mexico en Belize.
- V. m. decoloratus: de eilanden nabij noordelijk en centraal Belize.
- V. m. stilesi: de eilanden nabij zuidelijk Belize en noordelijk Honduras.
- V. m. caymanensis: Grand Cayman.

## Status
De grootte van de populatie is in 2019 geschat op 20.000-50.000 volwassen vogels. Op de Rode lijst van de IUCN heeft deze soort de status niet bedreigd.